# Harpacticus purpureus
Harpacticus purpureus is een eenoogkreeftjessoort uit de familie van de Harpacticidae. De wetenschappelijke naam van de soort is voor het eerst geldig gepubliceerd in 1979 door Itô.